# Eirmocides
Eirmocides is een geslacht van vlinders van de familie van de Lycaenidae, uit de onderfamilie van de Theclinae.

## Soorten
- Eirmocides absimilis (C. Felder, 1862)
- Eirmocides afretta (Parsons, 1986)
- Eirmocides ardosiacea (Tite, 1963)
- Eirmocides brabyi (Müller & Tennent, 2016)
- Eirmocides coeruleus (Röber, 1886)
- Eirmocides consimilis (Waterhouse, 1942)
- Eirmocides cupreus (Röber, 1886)
- Eirmocides grandissima (Bethune-Baker, 1908)
- Eirmocides helenita (Semper, 1879)
- Eirmocides insanea (Müller, 2013)
- Eirmocides lamia (Grose-Smith, 1897)
- Eirmocides limbata (Tite, 1963)
- Eirmocides margarita (Semper, 1879)
- Eirmocides meforensis (Tite, 1963)
- Eirmocides neurapacuna (Bethune-Baker, 1908)
- Eirmocides nokopo (Müller, 2014)
- Eirmocides parsonsi (Tennent, 2004)
- Eirmocides pruina (Druce, 1904)
- Eirmocides riuensis (Tite, 1963)
- Eirmocides silicea (Grose-Smith, 1894)
- Eirmocides skotadi (Müller & Tennent, 2016)
- Eirmocides tringa (Grose-Smith, 1894)
- Eirmocides viriditincta (Tite, 1963)